# Groupe de NGC 5464
Le groupe de NGC 5464 est un trio de galaxies situé dans les constellations de l'Hydre et du Centaure. La distance moyenne entre ce groupe et la Voie lactée est d'environ 42,7 Mpc (∼139 millions d'al). 

## Membres
Le tableau ci-dessous liste les trois galaxies du groupe indiquées dans l'article de A.M. Garcia paru en 1993.
| Nom        | Constellation | Class.  | Type                        | α (J2000.0)   | δ (J2000.0)  | Vitesse radiale (km/s) | m       | Distance (Mpc) | Diamètre (kal) |
| ---------- | ------------- | ------- | --------------------------- | ------------- | ------------ | ---------------------- | ------- | -------------- | -------------- |
| NGC 5464   | Hydre         | SBm,    | Spirale barrée magellanique | 14h 07m 04.4s | -30° 01′ 02″ | 2689 ± 7               | 13,0    | 43,4 ± 3,1     | 61             |
| NGC 5494   | Centaure      | SA(s)c  | Spirale                     | 14h 12m 24.2s | -30° 38′ 39″ | 2604 ± 2               | 11,8    | 42,1 ± 3,0     | 142            |
| ESO 446-31 | Hydre         | SB(s)cd | Spirale barrée              | 14h 13m 30.1s | -29° 35′ 41″ | 2652 ± 4               | 12,8550 | 42,8 ± 3,0     | 86             |

Le site DeepskyLog permet de trouver aisément les constellations des galaxies mentionnées dans ce tableau ou si elles ne s'y trouvent pas, l'outil du site constellation permet de le faire à l'aide des coordonnées de la galaxie. Sauf indication contraire, les données proviennent du site NASA/IPAC.